# Lillvattnet (Ströms socken, Jämtland)
Lillvattnet är en sjö i Strömsunds kommun i Jämtland och ingår i Ångermanälvens huvudavrinningsområde. Sjön har en area på 0,101 kvadratkilometer och ligger 502,1 meter över havet.

## Delavrinningsområde
Lillvattnet ingår i det delavrinningsområde (710843-146424) som SMHI kallar för Inloppet i Renåtjärnen. Medelhöjden är 455 meter över havet och ytan är 16,53 kvadratkilometer. Räknas de 21 avrinningsområdena uppströms in blir den ackumulerade arean 70,54 kvadratkilometer. Edsån (Rusvattenån) som avvattnar avrinningsområdet har biflödesordning 3, vilket innebär att vattnet flödar genom totalt 3 vattendrag innan det når havet efter 227 kilometer. Avrinningsområdet består mestadels av skog (95 procent). Avrinningsområdet har 0,1 kvadratkilometer vattenytor vilket ger det en sjöprocent på 0,6 procent.